# Spilosoma basistriats
Spilosoma basistriats là một loài bướm đêm thuộc phân họ Arctiinae, họ Erebidae.